# Maganik
A Maganik hegység Montenegró középső vidékein terül el. Legmagasabb hegycsúcsa a 2139 méteres tengerszint feletti magassággal rendelkező Međeđi Vrh, azaz a Medvék csúcsa. A hegység mintegy húsz kilométer hosszú és 10 kilométer szélességű. A Zeta, a Morača és a Mrtvica folyók határolják. A hegységet a Kréta korból származó mészkő építi fel. A Nikšić környéki részt a Morača folyó völgyében Triász mészkő alkotja. A Mrtvica folyó völgyét a triász és a Jura földtörténeti korból származó mészkő építi fel. A hegyvidék felszíni formáit a karsztvidékekre jellemző felszíni képződmények alkotják.

## Csúcsai
- Međeđi Vrh 2139 m (7018 ft)
- Petrov Vrh 2124 m (6969 ft)
- Babin Zub 2119 m (6952 ft)
- Žuta Greda 2104 m (6903 ft)
- Rogođed 2037 m (6683 ft)
- Kokotov Vrh 2001 m (6565 ft)
- Cakmakov Vrh 1974 m (6476 ft)

1973. szeptember 11-én a Jat Airways légitársaság Caravelle típusú repülőgépe (YU-AHD) nekicsapódott a Babin Zub hegycsúcsnak. A szerencsétlenségben 41-en odavesztek.

## Fordítás
- Ez a szócikk részben vagy egészben  a   Maganik című angol Wikipédia-szócikk ezen változatának fordításán alapul.  Az eredeti cikk szerkesztőit annak laptörténete sorolja fel. Ez a jelzés csupán a megfogalmazás eredetét és a szerzői jogokat jelzi, nem szolgál a cikkben szereplő információk forrásmegjelöléseként.